# Autoridad Financiera Andorrana
La Autoridad Financiera Andorrana (AFA; en catalán: Autoritat Financera Andorrana), conocida como Instituto Nacional Andorrano de Finanzas (INAF) entre 1989 y 2018, es una institución del Principado de Andorra encargada de supervisar el sistema financiero de Andorra. Fue creado en 1989 como un órgano de fiscalización y en 2004 fue dada una mayor autonomía con la aprobación de la Ley 14/2003. En septiembre de 2013, el INAF entró a formar parte de la Organización Internacional de Comisiones de Valores (IOSCO). Supervisa bancos y, desde 2018, las empresas aseguradoras. En 2018, el INAF se convirtió en la Autoridad Financiera Andorrana (AFA).
Andorra no tiene banco central como tal y emite las monedas de euro sobre la base de un acuerdo de emisión, similar al de países como San Marino o Mónaco. En el caso de un acuerdo monetario entre el Gobierno de Andorra y la Unión Europea la AFA se convertiría en el banco central de Andorra.